# Okahandja
Okahandja este un oraș din Namibia.